# 이상식 (1968년)
이상식(李相植, 1968년 12월 18일 ~ )은 대한민국의 정치인이다. 제11·12대 충청북도의원을 지냈다.

## 학력
- 1988 ~ 2015 서원대학교 국어국문학 학사
- 2009 ~ 2014 한국방송통신대학교 관광학 학사
- 2016 청주대학교 산업경영대학원 관광학과

## 경력
- 노영민 국회의원실 비서관·보좌관
- 더불어민주당 충청북도당 정책위원회 부의장
- 더불어민주당 충청북도당 수석대변인
- 더불어민주당 충청북도당 교육연수위원장
- 단재신채호선생기념사업회 운영위원
- 2011.02 ~ 2018.07 한국해양소년단 충북연맹 이사
- 2017.02 ~ 2018.03 더불어민주당 충청북도당 정책실장
- 충청북도 지역혁신협의회 위원
- 충청북도의회 대변인
- 충청북도 지역혁신협의회 위원
- 충북도의회 간행물편집위원회 위원장
- 2018.07 ~ 2022.06 제11대 충청북도의회 의원
- 2018.07 ~ 2020.07 제11대 충청북도의회 전반기 산업경제위원회 위원
- 2018.07 ~ 2020.07 제11대 충청북도의회 전반기 예산결산특별위원회 위원
- 2020.07 ~ 2022.06 제11대 충청북도의회 후반기 의회운영위원회 위원
- 2020.07 ~ 2022.06 제11대 충청북도의회 후반기 산업경제위원회 위원
- 2020.07 ~ 2022.06 제11대 충청북도의회 후반기 예산결산특별위원회 위원
- 2020.07 ~ 2022.06 제11대 충청북도의회 후반기 청주국제공항활성화지원을위한특별위원회 위원장
- 충북지속가능발전협의회 위원
- 충북 항공산업육성 범도민 추진위원
- 2024.04 ~ 제12대 충청북도의회 의원
- 2024.04 ~ 2024.07 제12대 충청북도의회 전반기 정책복지위원회 위원
- 2024.07 ~ 제12대 충청북도의회 후반기 정책복지위원회 위원장

## 역대 선거 결과
|  | 69.85% |

|  | 46.62% |

|  | 56.94% |